# 雪琳孃
《雪琳孃》（法語：Chouans !）是一部1988年法國歷史冒险片，由菲利普·德·普勞加執導，苏菲·玛索、菲利普·努瓦雷和藍柏·威爾森主演，改編自奥诺雷·德·巴尔扎克1829年的小說《舒昂党人》，講述了1793年法國內戰中一女子被迫于對立的兩兄弟之間做出選擇的故事。苏菲·玛索因在片中的演出而獲獎榮獲卡堡浪漫電影節最佳女主角獎。

## 剧情
1769年，布列塔尼半岛：妻子生下儿子后去世的当晚，德凯尔法代克伯爵发现了一个弃婴，于是收留了她。这是一个女孩，凯尔法代克为她取名为雪琳孃。他的儿子奥雷勒和雪琳孃一起长大。有一天，凯尔法代克遇到了一个名叫塔尔坎的男孩，他对上帝失去了信仰，凯尔法代克也收留了他。1789 年法国大革命期间，共和国在巴黎宣告成立，塔尔坎兴致勃勃地向养父讲述政治动荡。然而，当塔尔坎得知雪琳孃并不想嫁给他，而是想嫁给奥雷勒时，他的喜悦之情顿时被浇灭了。凯尔法代克虽然同意了这桩婚事，但还是在完婚之前将奥雷勒送到了美国，让雪琳孃非常恼火。塔尔坎则要在巴黎发展自己的事业。四年后，奥雷勒仍未从美国回来；与此同时，塔尔坎已升任政府专员。凯尔法代克远离政治，全身心投入到飞行器的制造中，而雪琳孃则成为了共和国的支持者，在一次政治演讲中为塔尔坎喝彩。
国王被斩首后，保皇派舒昂党人在布列塔尼发动叛乱。他们袭击马车、掠夺村庄，与政府军展开激战。同情舒昂党人的奥雷勒回到法国的家时，站在舒昂党人一边的蒂福日男爵和贵族奥兰普·德圣-吉尔达将他带到了修道院。奥雷勒得知雪琳孃与塔尔坎有了恋情。不过，他坚信自己能再次赢得雪琳孃的芳心。雪琳孃确实为他的归来感到高兴，但随后又责怪他离开了那么久也不给她写信。奥雷勒加入舒昂党人并被任命为领袖，这时雪琳孃去找塔尔坎共度一夜。
保皇党人和革命党人调集部队，准备战斗。在海滩上，塔尔坎的士兵遭到了舒昂党人的伏击。舒昂党人大肆屠杀，奥雷勒惊恐万分。他当即射杀了唆使舒昂党人大开杀戒的蒂福日男爵。奥雷勒在写给雪琳孃的信中解释说，他想阻止进一步的战斗，确保和平。雪琳孃将这一消息转告了塔尔坎，希望他也能折衷，结束这场小规模的战争。然而，塔尔坎决心继续与舒昂党人作战，他宁愿与雪琳孃同归于尽，也不愿再让奥雷勒夺走她。雪琳孃对他的观点感到震惊，于是离开了他。塔尔坎从雪琳孃遗落下的信中得知，奥雷勒想在海岸边与她见面。然而，面对塔尔坎和他手下的追捕，雪琳孃和奥雷勒决定一同跳下悬崖，两人坠入水中，侥幸逃生。

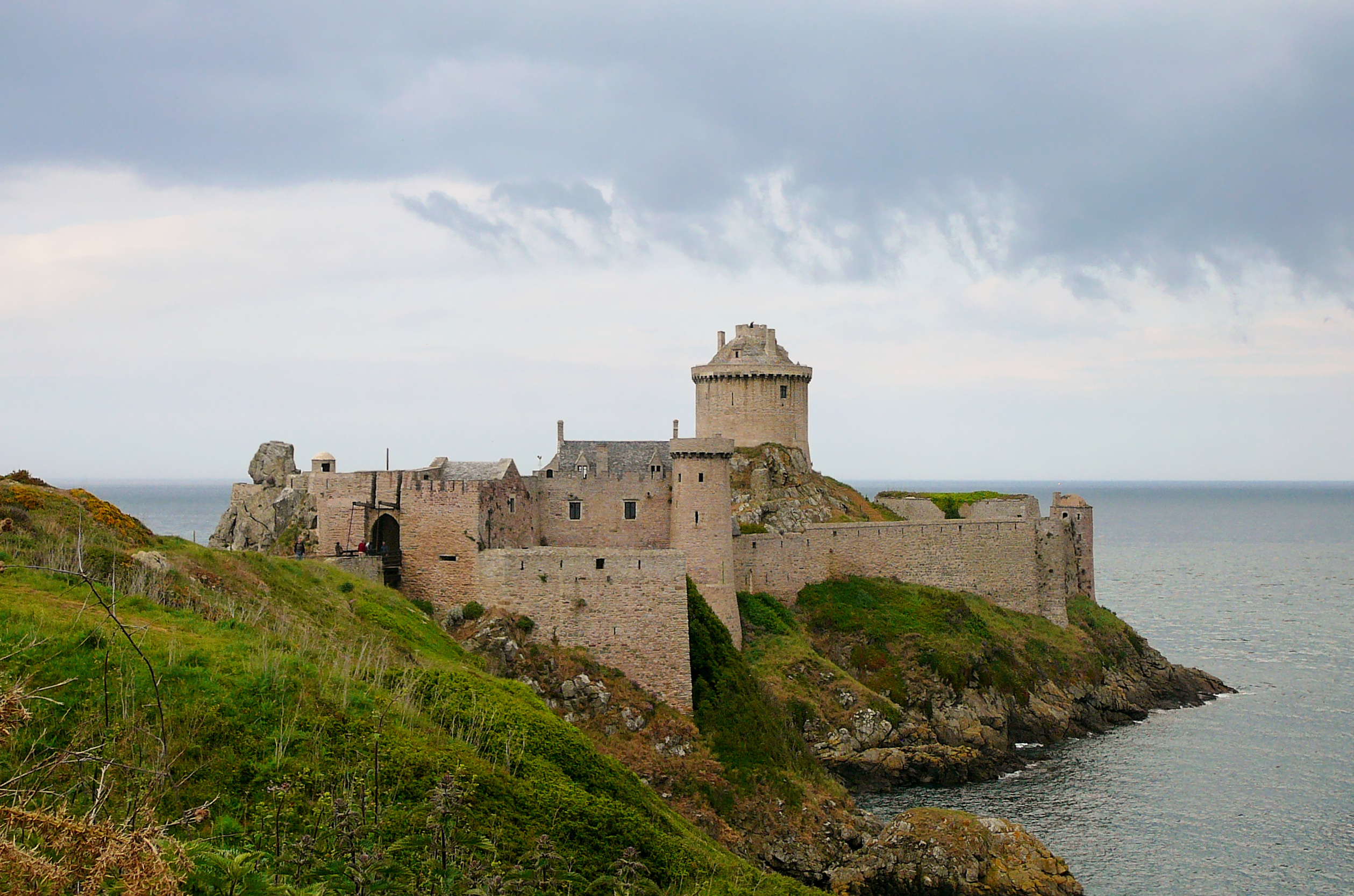
拉特堡

塔尔坎一心渴望复仇，于是想处死凯尔法代克庄园里一个承认自己是保皇党的小男孩。凯尔法代克有个年轻得多的新妻子维维亚娜，在行刑队开枪时扑到小男孩前面，替他挡了枪。在众人哀悼维维亚娜的同时，塔尔坎准备对舒昂党人发动进攻。虽然奥雷勒得以及时警告舒昂党人，甚至亲自加入战斗，但还是无法避免惨败。奥兰普·德圣-吉尔达和其他还活着的保皇党人被捕，送上斷頭台处死。奥雷勒和父亲凯尔法代克骑马来到行刑现场，示威性地将剑扔在地上。就在此时，雪琳孃来警察局求见塔尔坎，用手枪向他开了一枪。塔尔坎从窗户摔了出去，雪琳孃被捕。临死之前，塔尔坎请求奥雷勒将雪琳孃从拉特堡解救出来，不要让她被处决。奥雷勒和凯尔法代克一起，设法破墙进入堡垒，将雪琳孃从牢狱中解救出来。奥雷勒和雪琳孃借助凯尔法代克的飞行器，得以逃向大海。留在堡垒的凯尔法代克拉起法国国旗，被一名士兵射杀。

## 演员
- 菲利普·努瓦雷 饰 萨维尼安·德凯尔法代克
- 苏菲·玛索 饰 雪琳孃
- 藍柏·威爾森 饰 塔尔坎·拉莫尔
- 史蒂芬·福瑞斯（英语：Stéphane Freiss） 饰 奥雷勒·德凯尔法代克
- 夏洛特·狄·塔克罕（英语：Charlotte de Turckheim） 饰 奥兰普·德圣-吉尔达
- 尚-皮亞·加素（英语：Jean-Pierre Cassel） 饰 蒂福日男爵
- 羅傑·杜馬斯 饰 布沙尔
- 雷烏爾·比爾勒里 饰 格罗皮埃尔
- 潔奎琳·朵洋 饰 阿代拉伊德，玛丽·德拉松普雄女隐修院院长
- 樊尚·施米特 饰 洛特
- 克勞丹·德爾沃 饰 让娜
- 吉恩·柏利迪斯 饰 随行神职人员
- 伊莎貝兒·潔莉娜絲 饰 维维亚娜
- 文森·德波哈德 饰 伊冯
- 馬辛姆·勒魯 饰 拒絕宣誓效忠宪法的神父
- 呂克-安托萬·迪克埃羅 饰 皮埃罗中士
- 米歇爾·德甘德 饰 同意宣誓效忠憲法的神父[4]

## 製作

### 攝製地點
- 法國莫尔比昂省巴当
- 法国莫尔比昂省贝勒岛
- 法国布列塔尼半岛
- 法国阿摩尔滨海省拉特堡（英语：Fort-la-Latte）
- 法国菲尼斯泰尔省洛克罗南
- 法国莫尔比昂省默孔
- 法国莫尔比昂省基斯蒂尼克普尔-费唐
- 法国莫尔比昂省萨尔佐
- 法国莫尔比昂省埃迪克岛[5]

## 荣誉
- 1988年卡堡浪漫電影節最佳女主角（苏菲·玛索）获奖
- 1989年凯撒电影奖最佳新人男演員（史蒂芬·福瑞斯）获奖
- 1989年凱撒電影獎最佳服裝設計（伊馮娜·莎西諾·德·內勒）